# Lục Trưng Tường
Lục Trưng Tường (tiếng Trung: 陸徵祥; (1871-1949) là một chính khách, nhà ngoại giao người Trung Quốc và tu sĩ Công giáo La Mã. Ông từng đảm nhiệm chức vụ tương đương Thủ tướng là Quốc vụ Tổng lý trong Chính phủ lâm thời Trung Hoa Dân quốc (Bắc Kinh) (Chính phủ Bắc Dương) và Chánh sự đường Quốc vụ khanh trong chính phủ Trung Hoa đại đế quốc. Ông cũng là lãnh đạo phái đoàn Trung Quốc trong cuộc đàm phán tại Hội nghị Hòa bình Paris năm 1919. Năm 1926, Lục Trưng Tường theo đạo Công giáo của Thiên chúa giáo và trở thành một Đan sĩ của Dòng Biển Đức.

## Cuộc đời
Lục Trưng Tường sinh ngày 12 tháng 6 năm 1871 ở Thượng Hải, trong gia đình Tin Lành nhưng chịu nhiều ảnh hưởng Khổng giáo truyền thống. Nguyên quán ông ở Giang Tô, nhưng di cư theo cha, vốn là một giáo lý viên trong một cộng đoàn Tin Lành ở Thượng Hải.
Ông học ở nhà cho đến khi 13 tuổi, sau đó theo học trường Ngoại ngữ Thượng Hải (上海廣方言館, Thượng Hải Quảng phương ngôn quán) rồi trường Tổng hợp Bắc Kinh (北京同文館, Bắc Kinh Đồng văn quán), chuyên ngành Ngoại ngữ. Thông thạo tiếng Pháp và tiếng Nga, năm 1893 ông được phái đến Sankt-Peterburg làm thông dịch viên (hạng bốn) cho đại sứ quán Nhà Thanh tại Nga.
Thời gian tại Nga, ông được Công sứ Hứa Cảnh Trừng chiếu cố và chịu nhiều ảnh hưởng tư tưởng cải cách từ ông này. Chính Hứa đã tán đồng cho Lục Trưng Tường kết hôn với con gái một nhà ngoại giao Bỉ tại Nga là Berthe Bovy, ở Sankt-Peterburg vào ngày 12 tháng 2 năm 1899. Tuy hai người sống hạnh phúc nhưng đến tận cuối đời vẫn không có con.
Khi nổ ra sự kiện Liên quân tám nước công phá Bắc Kinh, Hứa Cảnh Trừng bị Thái hậu Từ Hy kết tội chém đầu ngoài cổng thành Bắc Kinh vào ngày 28 tháng 7 năm 1900. Đau lòng trước cái chết của ân sư, Lục Trưng Tường bắt đầu có thái độ bất mãn với triều đình nhà Thanh. Mặc dù vậy, do năng lực xuất sắc, triều đình Nhà Thanh vẫn trọng dụng Lục Trưng Tường. Năm 1906, ông được thăng làm Đại sứ đặc mệnh toàn quyền của Đại Thanh tại Hà Lan. Cách mạng Tân Hợi nổ ra vào tháng 1 năm 1912, Lục Trưng Tường liên hợp với một số sứ thần nhà Thanh ở ngoại quốc cùng đánh điện về nước yêu cầu Thanh đế tốn vị. Dưới áp lực thời thế, Hoàng đế Phổ Nghi thoái vị. Đại biểu cách mạng Tôn Văn cũng rút lui nhường lại ngôi vị Đại tổng thống Trung Hoa Dân quốc cho Viên Thế Khải.
Chính quyền mới được cải tổ lại. Cơ quan phụ trách ngoại giao trong Thanh triều là Ngoại vụ bộ được cải thành Ngoại giao bộ. Lục Trưng Tường được điện từ Bắc Kinh, bổ nhiệm làm Ngoại giao Tổng trưởng. Tháng 6 năm 1912, ông được bổ nhiệm vào chức vụ Quốc vụ Tổng lý (tương đương Thủ tướng), tuy nhiên, 3 tháng sau, ông từ chức. Sau đó, ông được bổ nhiệm làm Công sứ Trung Hoa Dân quốc (1912–1949) tại Thụy Sỹ.
Năm 1914, ông về nước. Đầu năm 1915, ông được bổ nhiệm làm Ngoại giao Bộ trưởng, cùng với Thứ trưởng Tào Nhữ Lâm đàm phán với Nhật Bản về "Nhị thập nhất điều" từ tháng 2 đến tháng 5 năm 1915, bao gồm những điều khoản nhượng bộ nặng nề để đổi lại việc Nhật Bản ủng hộ Viên Thế Khải lên ngôi Hoàng đế.
Tháng 10 năm 1915, Viên Thế Khải xưng đế. Ngày 22 tháng 12 năm 1915, ông được bổ nhiệm làm Chánh sự đường đại lý Quốc vụ khanh (tương đương quyền Thủ tướng) trong 3 tháng. Năm 1919, ông được bổ nhiệm làm Ngoại giao Tổng trưởng, lãnh đạo phái đoàn Trung Hoa Dân quốc tham dự Hòa hội Paris, tuy nhiên không đạt được kết quả nào.
Sau Hòa hội Paris, ông từ chức và qua Bỉ để săn sóc cho vợ, bấy giờ đang lâm bệnh nặng. Thời gian này, ông lấy tên Pháp là René Lou. Năm 1926, bà Berthe Bovy qua đời. Lục Trưng Tường cải đạo sang Công giáo La Mã, ông quyết định xin vào tu tập tại tu viện Saint-André (Bruges, Bỉ) thuộc dòng Biển Đức, với tên gọi trong dòng là Dom Pierre-Célestin và chuyên tâm phụng sự giáo hội.
Ngày 25 tháng 6 năm 1935, ông chính thức trở thành một Đan sĩ của Dòng Biển Đức. 
Ngày 18 tháng 5 năm 1946, ông được Tòa Thánh Vatican phong là Viện phụ danh dự của Tu viện Saint-Pierre (Gent, Bỉ).
Ông qua đời ngày 15 tháng 1 năm 1949 tại Tu viện Saint-André (Bruges, Bỉ).

## Tác phẩm
Tác phẩm nổi tiếng nhất của ông được xuất bản năm 1945 là một cuốn tự truyện bằng tiếng Pháp tên là "Souvenirs et pensées". Đây là một cuốn tự truyện tóm tắt sự nghiệp chính trị, ngoại giao của ông và ơn gọi thiên triệu theo đạo Công giáo. Tác phẩm này được dịch sang tiếng Anh bởi Michael Derrick và sang tiếng Hà Lan bởi Frans Van Oldenburg-Ermke, dưới tiêu đề Mijn roeping: herinneringen en gedachten (Bruges, nd [1946]).
Các tác phẩm xuất bản khác của ông bao gồm:
- La Vie et les oeuvres du grand chrétien chinois Paul Siu Koang-k’i. Lophem-lez-Bruges: Abbaye de Saint-André, 1934. (A study of Xu Guangqi.)
- Foreword to Marius Zanin, Auguste Haouisée and Paul Yu Pin, La Voix de l’église en Chine: 1931-1932, 1937-1938. Brussels: Éd. de la Cité chrétienne, 1938.
  - Published in English as The Voice of the Church in China, 1931-32, 1937-38. London and New York: Longmans, Green and co., 1938.
- Conférence sur madame Elisabeth Leseur, with a foreword by Marie-L. Herking. n.p., 1943.(On Elisabeth Leseur.)
- Allocution de Dom Lou, abbaye de Saint-André le samedi 10 août 1946 fête de Saint Laurent. n.p., 1946.
- Lettre à mes amis de Grande-Bretagne et d’Amérique. Bruges: Abbaye de Saint-André, 1948.
- La rencontre des humanités et la découverte de l’Evangile. Bruges: Desclée De Brouwer, 1949.